# Center–vänster-politik
Center–vänster-politik, även kallad mitt-vänster-politik, är politiska åsikter som lutar sig till vänster på det vänstra-högra politiska spektrumet, men närmare centrum än annan vänsterpolitik. De som är närmare mitten, på vänster sida av skalan vill arbeta inom de etablerade systemen för att förbättra de social förhållandena.
Det är framför allt socialdemokratiska och socialliberala partier som har förknippats med center-vänster-politik. Exempel på dessa är Socialdemokraterna i Sverige, Labour i Storbritannien samt Liberalerna i Kanada.